# Kristjan Čeh
Kristjan Čeh (Ptuj, 17 februari 1999) is een Sloveense discuswerper, die bovendien goed kan kogelstoten. Op het eerste onderdeel werd hij in 2022 wereldkampioen, op het tweede nationaal indoorkampioen. Hij nam eenmaal deel aan de Olympische Spelen.

## Loopbaan

### Eerste internationale ervaringen
Čeh deed zijn eerste internationale ervaringen op bij de Europese kampioenschappen voor junioren, eerst die voor U16-junioren in Tbilisi in 2016 en een jaar later die voor U18-junioren in Grosseto. Beide keren lukte het hem niet om door de kwalificatieronde heen te komen. In 2018 nam hij deel aan de wereldkampioenschappen U20 in Tampere, waar hij er met een beste worp van 56,47 m opnieuw niet in slaagde om zich te kwalificeren voor de finale. Dit was des te teleurstellender, omdat hij enkele weken ervoor bij de Middellandse Zeespelen in het Spaanse Tarragona de zilveren medaille had veroverd met een PR-prestatie van 62,03.

### Eerste titels en records
In 2019 veroverde Čeh voor de eerste maal een internationale titel door op de Europese kampioenschappen voor atleten tot 23 jaar in Gävle het discuswerpen te winnen met 63,82. In eigen land werd hij vervolgens voor het eerst nationaal kampioen bij de senioren. Met zijn op de EK U23 geleverde prestatie had hij zich tevens gekwalificeerd voor deelname aan de wereldkampioenschappen in Doha. Daar kwam hij echter met 59,55 als een van de weinigen niet voorbij de 60 meter en strandde hij in de kwalificatie.
In 2020 begon Čeh het jaar uitstekend. Eerst veroverde hij bij het kogelstoten zijn eerste nationale indoortitel, waarna hij begin juni het nationale record van Slovenië, dat uit 1999 dateerde, verbeterde tot 66,29. Twee weken later kwam hij bij een wedstrijd in Maribor zelfs tot een afstand van 68,75, wat een verbetering was van het wereldrecord voor atleten U23, dat sinds 1999 met 68,60 op naam had gestaan van de Duitser Wolfgang Schmidt.

### Voorbij de 70 m en olympisch debuut
In 2021 slaagde Čeh er voor het eerst in om de discus voorbij de aansprekende grens van 70 meter te werpen. Bij een wedstrijd in het Finse Kuortane kwam hij tot 70,35. Daarna eindigde hij bij de twee Diamond League-wedstrijden in Scandinavië, de Oslose Bislett Games en de Stockholm Bauhaus Athletics, beide keren als tweede met worpen van respectievelijk 66,68 en 66,62 meter. Bij de eveneens in Oslo plaatsvindende EK U23 verdedigde hij met succes zijn eerdere titel uit 2019 door deze keer 67,48 te gooien, een kampioenschapsrecord. Vervolgens debuteerde hij op de vanwege de coronapandemie een jaar uitgestelde Olympische Spelen van 2020 in Tokio. Hij werd er vijfde met 66,37. Hij sloot het seizoen af met een derde plaats op de laatste Diamond League wedstrijd van het jaar, de Memorial Van Damme in Brussel, met 65,68.

### Goud op WK
Het jaar 2022 werd het meest succesvolle jaar in de carrière van Čeh. Hij begon al gelijk goed door in februari in eigen land tot een worp van 67,27 te komen. Vervolgens won hij vanaf de tweede helft van mei tot eind juni achter elkaar vier Diamond League-wedstrijden en in drie van de vier gevallen wierp hij hierbij voorbij de 70 meter, met als beste prestatie die van de Birmingham Grand Prix, toen hij met 71,27 niet alleen olympisch kampioen Daniel Ståhl voorbleef, maar ook zijn eigen nationale record verbeterde. Het maakte hem tot favoriet voor de titel op de WK in Eugene en ditmaal maakte de Sloveen dat waar. Want met een verste worp van 71,13, een kampioenschapsrecord, bleef hij al zijn concurrenten ver voor; hij was in deze wedstrijd de enige die de 70 meter grens passeerde. In augustus deed hij er bij de Gyulai István Memorial in Hongarije met 71,23 nog een schepje bovenop.
Had hij hiermee zijn kruit verschoten? Feit is dat Čeh bij de Europese kampioenschappen in München klop kreeg van de jonge Litouwer Mykolas Alekna, die hij in Eugene nog achter zich had gehouden. Die won nu met 69,78, terwijl Čeh op 68,28 bleef steken en met het zilver genoegen moest nemen. De Weltklasse Zürich won hij echter weer wel en daarmee werd hij de overall winnaar van de Diamond League serie van dat jaar.

## Titels
- Wereldkampioen discuswerpen – 2022
- Europees kampioen discuswerpen - 2024
- Sloveens kampioen discuswerpen – 2019, 2020, 2021, 2022, 2023
- Sloveens indoorkampioen kogelstoten - 2020
- Europees kampioen U23 discuswerpen – 2019, 2021

## Persoonlijk record
| Onderdeel    | Prestatie | Datum        | Plaats |
| ------------ | --------- | ------------ | ------ |
| discuswerpen | 71,86 m   | 16 juni 2023 | Jõhvi  |

## Palmares

### kogelstoten
- 2020:  Sloveense indoorkamp. – 17,65 m

### discuswerpen
- 2018:  Middellandse Zeespelen – 62,03 m
- 2019:  Sloveense kamp. – 61,97 m
- 2019:  EK U23 – 63,82 m
- 2019: 31e in kwal. WK – 59,55 m
- 2020:  Sloveense kamp. – 62,37 m
- 2021:  Sloveense kamp. – 63,97 m
- 2021:  EK U23 – 67,48 m
- 2021: 5e OS - 66,37 m
- 2022:  European (Winter) Throwing Cup – 66,11 m
- 2022:  Sloveense kamp. – 69,91 m
- 2022:  WK – 71,13 m
- 2022:  EK - 68,28 m
- 2023:  European (Winter) Throwing Cup – 68,30 m
- 2023:  Sloveense kamp. – 70,54 m
- 2024:  EK - 68,08 m

Diamond League-resultaten
- 2021:  Bislett Games – 66,68 m
- 2021:  Stockholm Bauhaus Athletics – 66,62 m
- 2021:  Memorial Van Damme – 65,68 m
- 2022:  Birmingham Grand Prix – 71,27 m (NR)
- 2022:  Meeting International Mohammed VI d'Athlétisme de Rabat – 69,68 m
- 2022:  Golden Gala – 70,72 m
- 2022:  Stockholm Bauhaus Athletics – 70,02 m
- 2022:  Weltklasse Zürich – 67,10 m
- 2022:   Diamond League - 32 p
- 2023:  Qatar Athletic Super Grand Prix – 70,89 m
- 2023:  Meeting International Mohammed VI d'Athlétisme de Rabat – 70,32 m
- 2023:  Stockholm Bauhaus Athletics – 69,83 m

1983: Imrich Bugár ·
1987: Jürgen Schult ·
1991: Lars Riedel ·
1993: Lars Riedel ·
1995: Lars Riedel ·
1997: Lars Riedel ·
1999: Anthony Washington ·
2001: Lars Riedel ·
2003: Virgilijus Alekna ·
2005: Virgilijus Alekna ·
2007: Gerd Kanter ·
2009: Robert Harting ·
2011: Robert Harting ·
2013: Robert Harting ·
2015: Piotr Małachowski ·
2017: Andrius Gudžius ·
2019: Daniel Ståhl ·
2022: Kristjan Čeh ·
2023: Daniel Ståhl